# Ryszard Milczarek
Ryszard Milczarek (ur. 7 maja 1928 w Mizerce Nowej, zm. 8 marca 2013 w Bydgoszczy) – generał brygady WP.

## Życiorys
W latach 1943–1945 na robotach przymusowych w Niemczech. Do 1949 skończył 2 semestry gimnazjum w Karpaczu, następnie odbył zasadniczą służbę wojskową w Marynarce Wojennej w Ustce i został przydzielony do Komendy Portu Wojennego w Gdyni-Oksywiu. 
1950-1951 skończył Oficerską Szkołę Polityczną w Łodzi jako podporucznik. Zastępca dowódcy kompanii MW ds. politycznych w Wicku Morskim, potem w Gdyni-Babich Dołach. 1953-1958 studiował w Akademii Wojskowo-Politycznej (później: Wojskowej Akademii Politycznej) w Warszawie, a w 1973 skończył studia historyczne w tej akademii. Instruktor sekcji politycznej w 82 pułku artylerii w Rogowie w Pomorskim Okręgu Wojskowym, później instruktor wydziału politycznego 12 Dywizji Zmechanizowanej w Szczecinie i szef oddziału Zarządu Politycznego Pomorskiego Okręgu Wojskowego (POW) w Bydgoszczy. Sekretarz Komitetu PZPR i zastępca szefa Zarządu Politycznego POW. 
Od lipca 1977 zastępca komendanta Wojskowej Akademii Technicznej ds. politycznych. Od stycznia 1978 szef Zarządu Politycznego - zastępca dowódcy Śląskiego Okręgu Wojskowego ds. politycznych. Członek Komitetu Wojewódzkiego (KW) PZPR we Wrocławiu. W październiku 1980 Rada Państwa nadała mu stopień generała brygady. W latach 1981–1986 członek Prezydium Centralnej Komisji Kontroli Partyjnej PZPR. 
Od grudnia 1983 do marca 1987 attaché wojskowy przy Ambasadzie PRL w Pradze. Po powrocie w dyspozycji MON. W maju 1988 pożegnany oficjalnie przez ministra obrony gen. armii Floriana Siwickiego i przeniesiony w stan spoczynku.
Mieszkał w Bydgoszczy. Był żonaty z Wacławą. Miał córkę Tamarę (wykłada na UKW) oraz syna Marka.

## Odznaczenia
- Krzyż Komandorski Orderu Odrodzenia Polski
- Krzyż Kawalerski Orderu Odrodzenia Polski
- Złoty Krzyż Zasługi
- Złoty Medal „Siły Zbrojne w Służbie Ojczyzny”
- Srebrny Medal Siły Zbrojne w Służbie Ojczyzny
- Brązowy Medal Siły Zbrojne w Służbie Ojczyzny
- Złoty Medal „Za zasługi dla obronności kraju”
- Srebrny Medal „Za zasługi dla obronności kraju”
- Brązowy Medal „Za zasługi dla obronności kraju”
- Medal 40-lecia Polski Ludowej
- Medal „Za zasługi dla Pomorskiego Okręgu Wojskowego”
- Medal "Za długoletnią, ofiarną służbę" (nadany przez ministra obrony narodowej, 1988)
- Medal Za umacnianie braterstwa broni I stopnia (Czechosłowacja)